# Valérie Gay
Pour les personnes de même nom de famille, voir Gay.
Valérie Gay est une joueuse française de tennis de table née le 6 février 1968 et évoluant au sein de l'ASCL Saint-Christol-les-Alès.

## Carrière
Elle a été sacrée championne du monde par équipes aux premiers championnats du monde handisports de la catégorie en 2002, puis championne de France en 2006 et 2007.
Elle rejoint ensuite l'école des Mines d'Alès